# ペインテッド・デザート
『ペインテッド・デザート』（Painted Desert）は、1994年の日本/アメリカ合衆国のドラマ映画。原田眞人監督、木村一八、ジェームズ・ギャモン、ノブ・マッカーシー出演。1990年から1992年にかけて発売された木村一八主演のオリジナルビデオシリーズ『TUFF（タフ）』の劇場版である。TUFFからは主演の木村と監督の原田眞人、音楽の川崎真弘が参加し、その他はハリウッドで活動しているスタッフと俳優を起用している。ソフト化の際に『ペインテッド・デザート タフ 劇場版』と改題された。

## ストーリー
アメリカの砂漠、その近くにはマフィアのボスであるフランコ・ヴィターリが経営する牧場と彼の邸宅があった。彼を守るヴィターリの部下のアルとモンタナは休憩の時間に、何もない砂漠に一軒だけたたずむサリ・ハタノという日系の初老の女店主が営むカフェ「デザート・ローズ」を訪れる。サリは無愛想で融通が利かなかったが、他に飲食店がないため2人はデザート・ローズで夕食をとることにした。そこにはサリのほかに、彼女の母バーバラと口数の少ない先住民のグリフがいた。サリが外の用事で目を離しているとき、アルが店の奥から聞こえる笛の音をやめさせるため部屋に行くと、トイレに行きたがっているバーバラを見つける。アルは彼女をトイレに連れて行こうと抱えあげるが、彼が部屋に向かったことを知ったサリは銃を持って部屋に行きアルに銃を突きつける。アルとモンタナは店から追い出され2度とこないようサリから言われるが、アルはギャングも食事を楽しみたいと話しまた来ることを伝える。直後店に大リーグのスカウトマンだという”預言者”ハリーがやってくる。彼は新人を探しに来たといい、アルたちと同様に夕食を取る。
後日アルはモンタナと一緒にサリが通っている町の教会を訪れ、彼女と親しくなろうとするが拒まれる。するとアルは、サリが日系だということで差別を受けていることを知る。サリを気遣おうとするアルだが、同情はいらないと言われ彼女はバーバラと店に帰っていく。その帰り道でバーバラが道に倒れている人物を発見し、サリが近づいて調べると男性は日本人だった。何か事情がありそうな彼を店に連れて帰り、サリはしばらくの間店で働きながら暮らすことを提案する。男性の名前はジローといい、料理の腕は抜群だった。彼が働き始めた店に、すっかり常連になったアルがジョニーや新婚のボーンズを引きつれて店に来るようになった。休憩中ジローはサリから、バーバラが日本人キャンプで夫や財産を全て失ったことを話される。そのとき店にスカーフェイスという謎の人物が来た。アルの知り合いだという彼にアルの居場所を聞かれるサリだが、怪しいと感じた彼女は白を切る。しばらくたってアルが来店し彼と昔の話をしたあと、スカーフェイスは去っていく。だんだんと店はアルの仲間が集まるようになり、ハリーから大リーグにまつわる話を皆で聞いた後、アルたちはジローを誘って投球対決を行うことになった。そこにボスのフランコの孫であるコズモが現れ、アルは仕事をするよう咎められ仲間の1人が足を撃たれる。
その後アルはボスがジローの料理が食べたがっていることをサリに話し、牧場に2人で出張してくれるよう頼み込む。そのときバーバラの吹いた笛の音がアルの頭に残った散弾に響き、彼はサリにやめさせるよう言う。そして話を戻し、出張してくれるかを聞くとサリは渋るが、ジローが行きたいと話したため出張を了承する。

## キャスト
- ジロー - 木村一八（日本語吹替：木村一八）
- アル - ジェームズ・ギャモン（日本語吹替：内田稔）
- サリ・ハタノ - ノブ・マッカーシー（日本語吹替：弥永和子）
- バーバラ - プリシラ・ポインター（日本語吹替：島美弥子）
- モンタナ - ドン・キース・オパー（英語版）（日本語吹替：千田光男）
- スカーフェイス - ロナルド・G・ジョセフ（日本語吹替：宝亀克寿）
- コズモ - ウェイン・ペレ（日本語吹替：江原正士）
- フランコ・ヴィターリ - アンドレアス・カツーラス（日本語吹替：麦人）
- ハリー - ヴィンセント・スキャベリ（日本語吹替：池田勝）
- ボーンズ - ロバート・アピーサ（日本語吹替：仲野裕）
- フリーダ - セイディ・ロペス（英語版）（日本語吹替：相沢恵子）
- ステイシー - チャールズ・ガニング（日本語吹替：山野史人）
- ジョニー - フランク・シベロ（日本語吹替：秋元羊介）
- グリフ - ルディ・ディアス
- ルイジ - ダニエル・ザカパ

## スタッフ
- 監督・原案：原田眞人
- 脚本：原田眞人、レベッカ・ロス
- 企画：中川好久
- 製作：ティキ・ゴールドバーグ、原田眞人、ウェイン・イー
- 製作総指揮：奥山和由、ブランドン・ペンダー
- 撮影監督：ベルナール・サルツマン、デヴィッド・ブリッジス
- プロダクションデザイナー：レエ・フォックス
- 編集：レベッカ・ロス
- 音楽：川崎真弘
- 提供：ケイエスエス、松竹第一興行、WOWOW
- 吹替翻訳：水谷美津夫
- 吹替演出：松川陸
- 吹替製作：ケイエスエス